# IPod shuffle

iPod shuffle 4-го поколения серебристого цвета

iPod Shuffle — цифровой аудиоплеер, разработанный и продававшийся компанией Apple, в качестве носителя данных использующий флеш-память. Отличается от других плееров компании отсутствием дисплея. Это самая маленькая модель iPod, которая первой[прояснить] среди всех iPod стала использовать флеш-память. Плеер снят с производства в августе 2017 года.

## Первое поколение
Дата выхода — 11 января 2005 года.

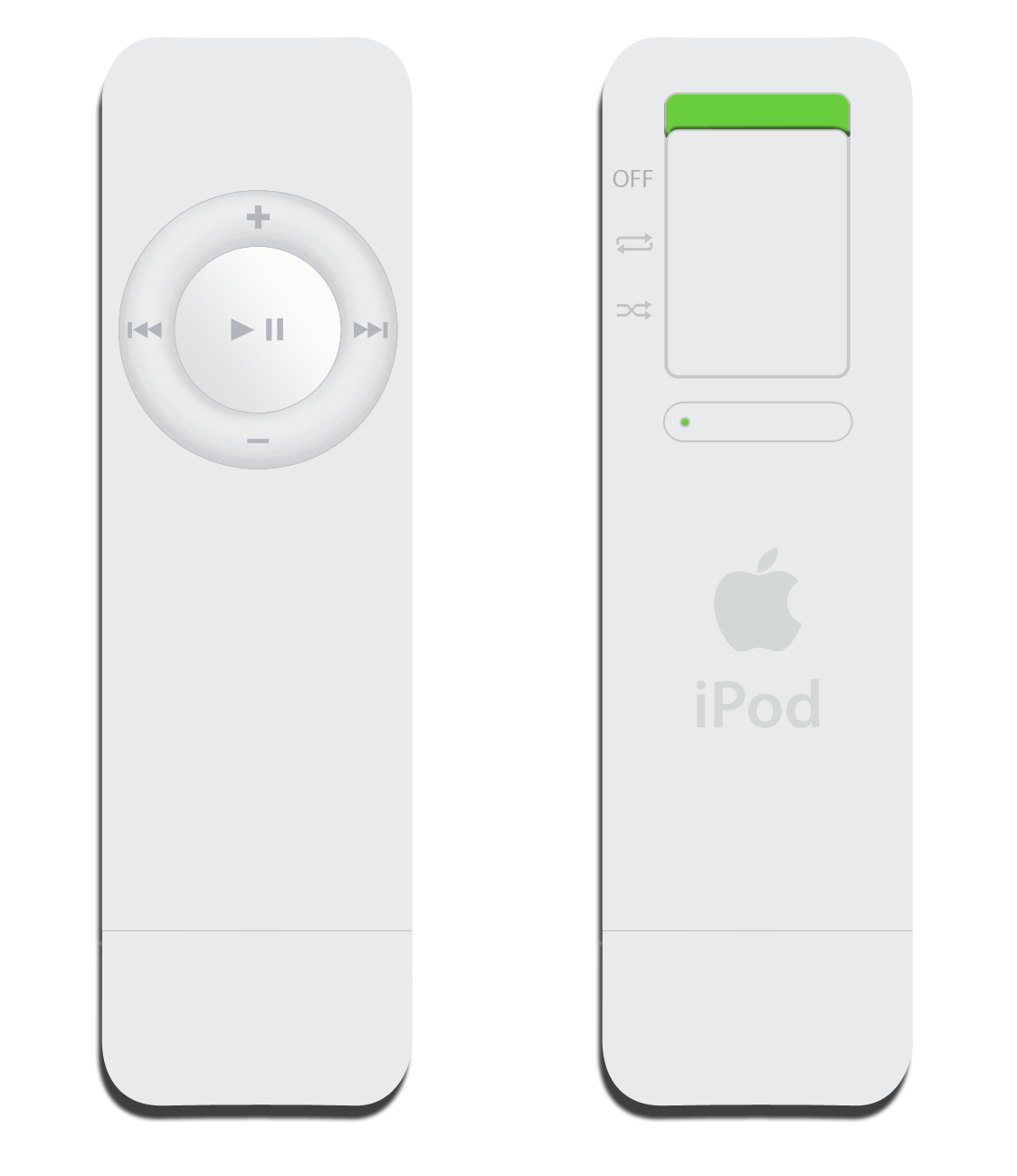
iPod shuffle 1-го поколения

- Объём флэш-памяти — 512 Мб или 1 Гб
- Размеры — 84×25×8,4 мм
- Вес — 22 г
- Время автономной работы — 12 ч
- Интерфейс соединения с компьютером — USB
- Цветовые решения корпуса — белый

Был придуман компанией для воспроизведения песен в случайном порядке. По словам Apple, владельцы существующих плееров iPod часто ставили выбор песен на режим «shuffle», и новый iPod — это способ реализации данной функции.
Продажа была прекращена 12 сентября 2006 года.

## Второе поколение

iPod shuffle 2-го поколения

Дата выхода — октябрь 2006 года — это официальная дата выхода, продажи начались 3 ноября 2006 года.
- Объём флэш-памяти — 1 или 2 Гб
- Размеры — 27,2×41,1×10,4 мм (толщина вместе с зажимом)
- Вес — 15,6 грамм
- Время автономной работы — 12 часов
- Интерфейс соединения с компьютером — USB

- Цветовые решения корпуса — металлик; 30 января 2007 Apple представила новые цвета: жёлтый, голубой, розовый, зелёный; 5 сентября 2007 года этот ряд расширился ещё на 4 цвета — бирюзовый, бледно-лиловый, мятно-зелёный и Product Red красного цвета. Продажа была прекращена 11 марта 2009 года.

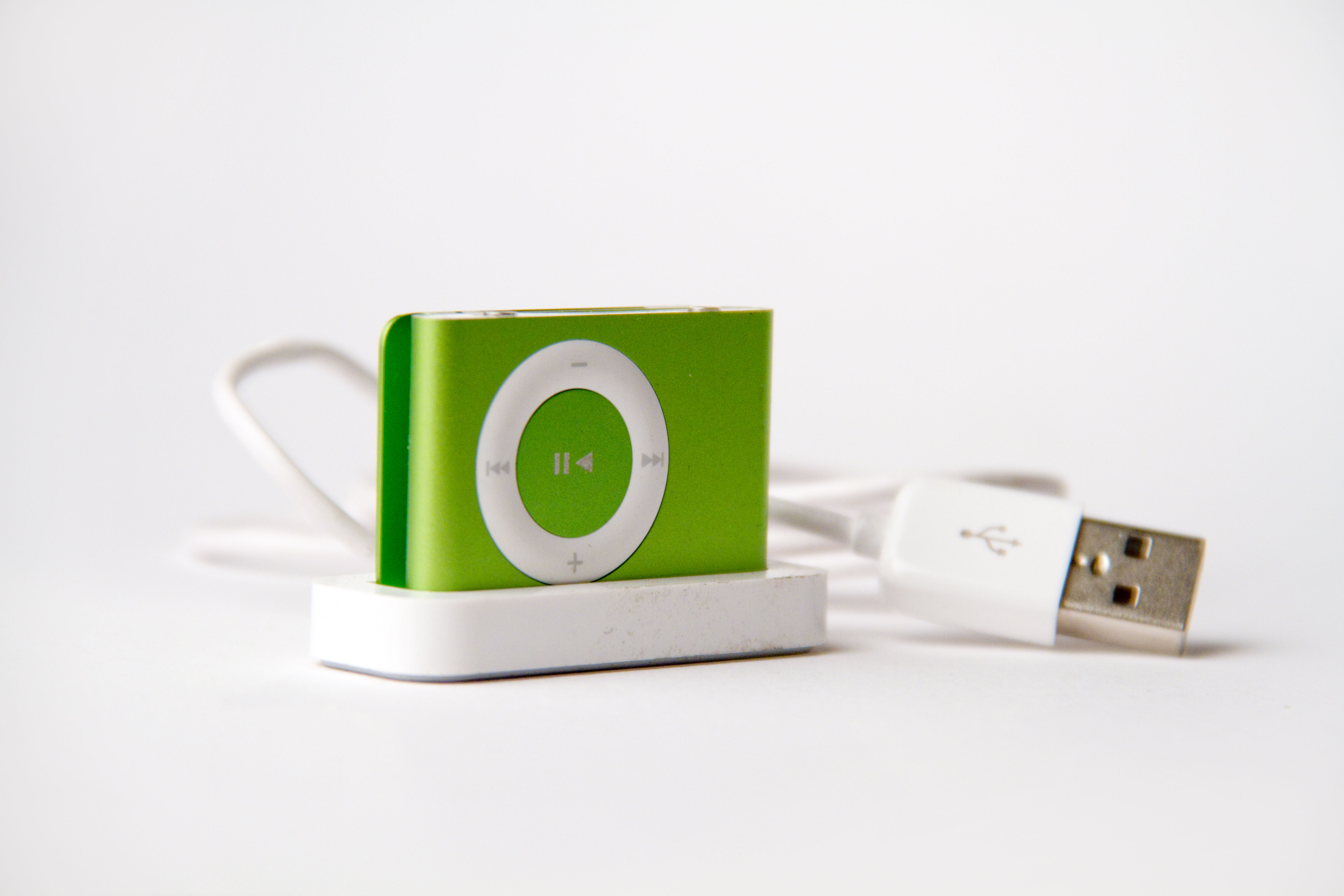
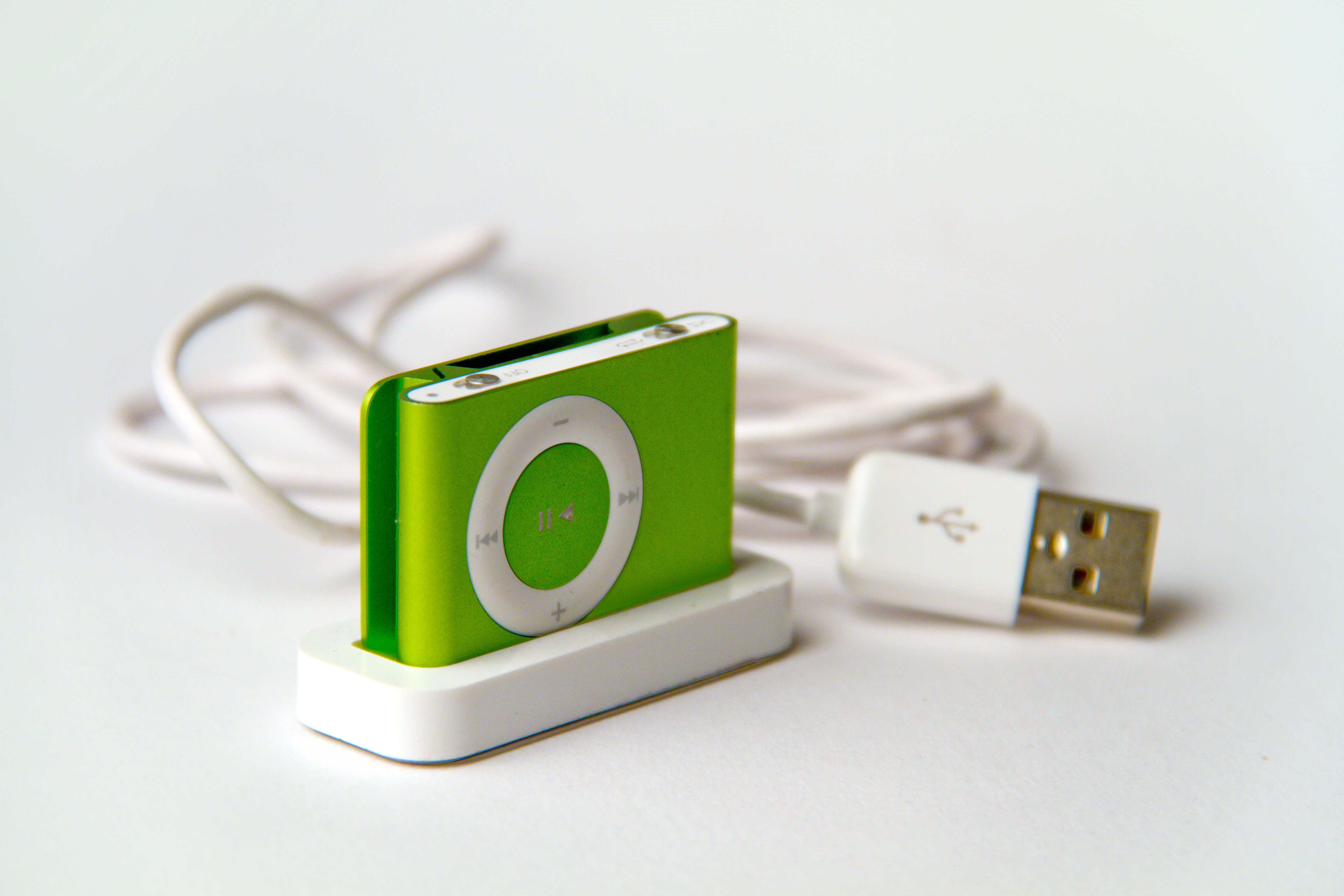
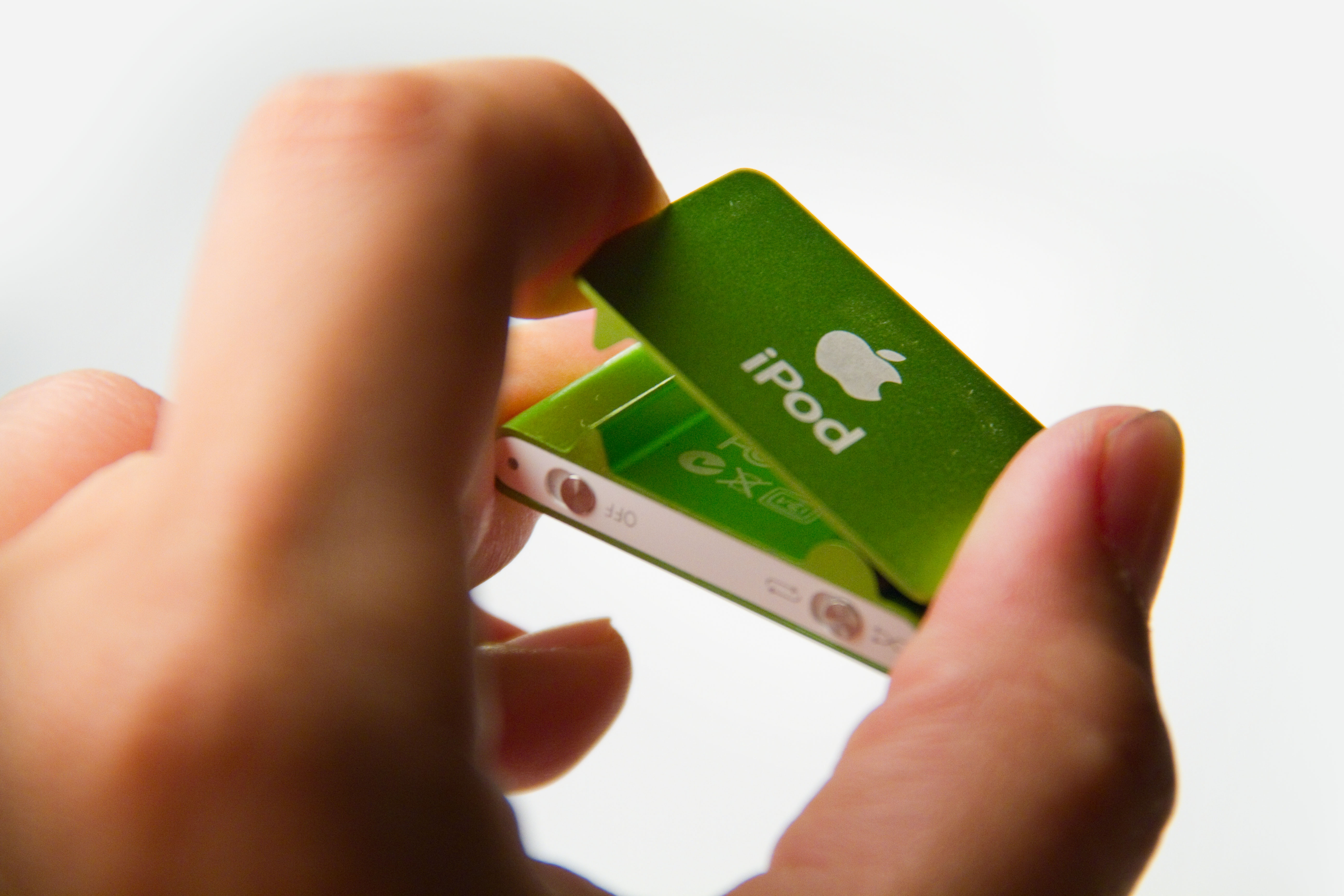
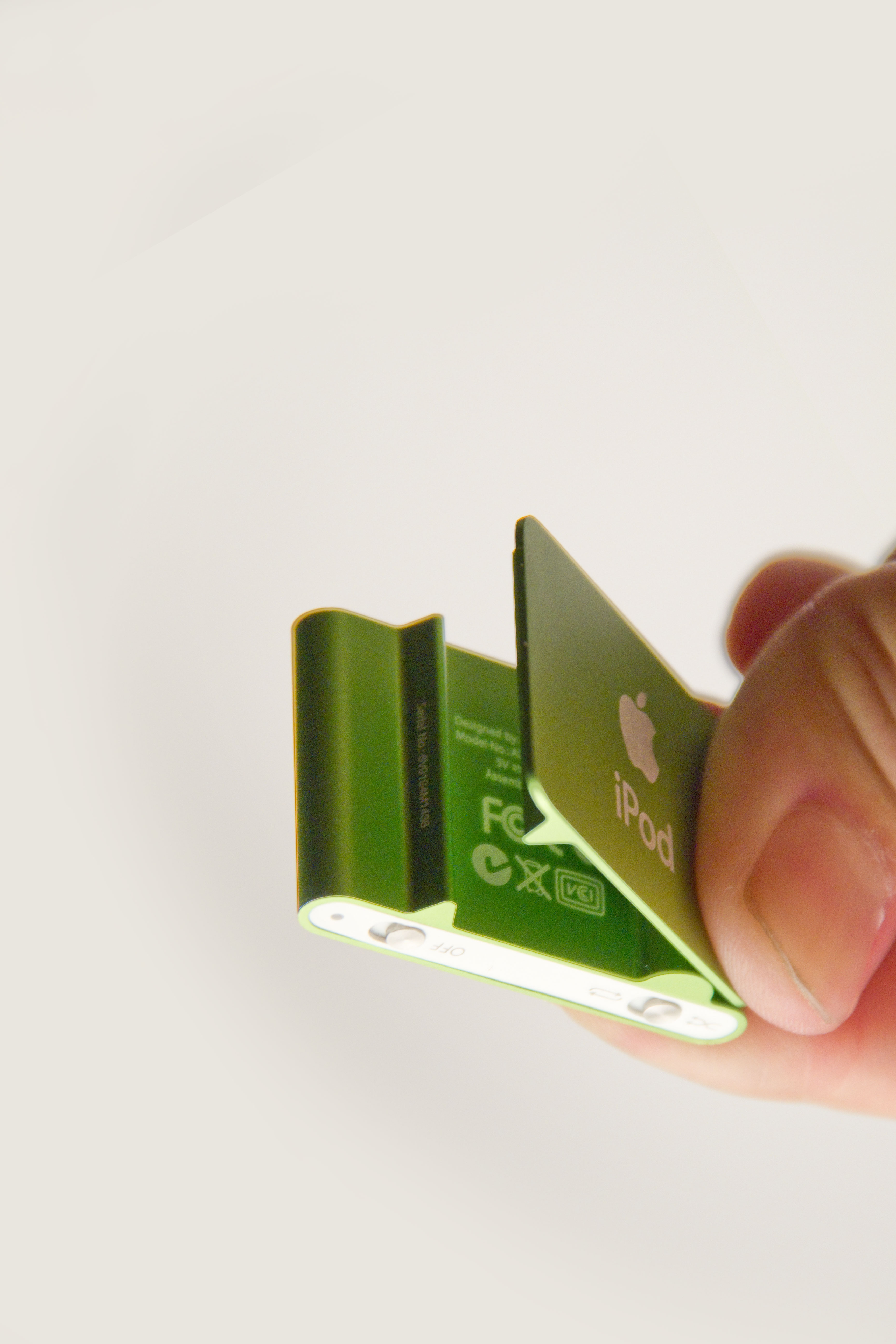
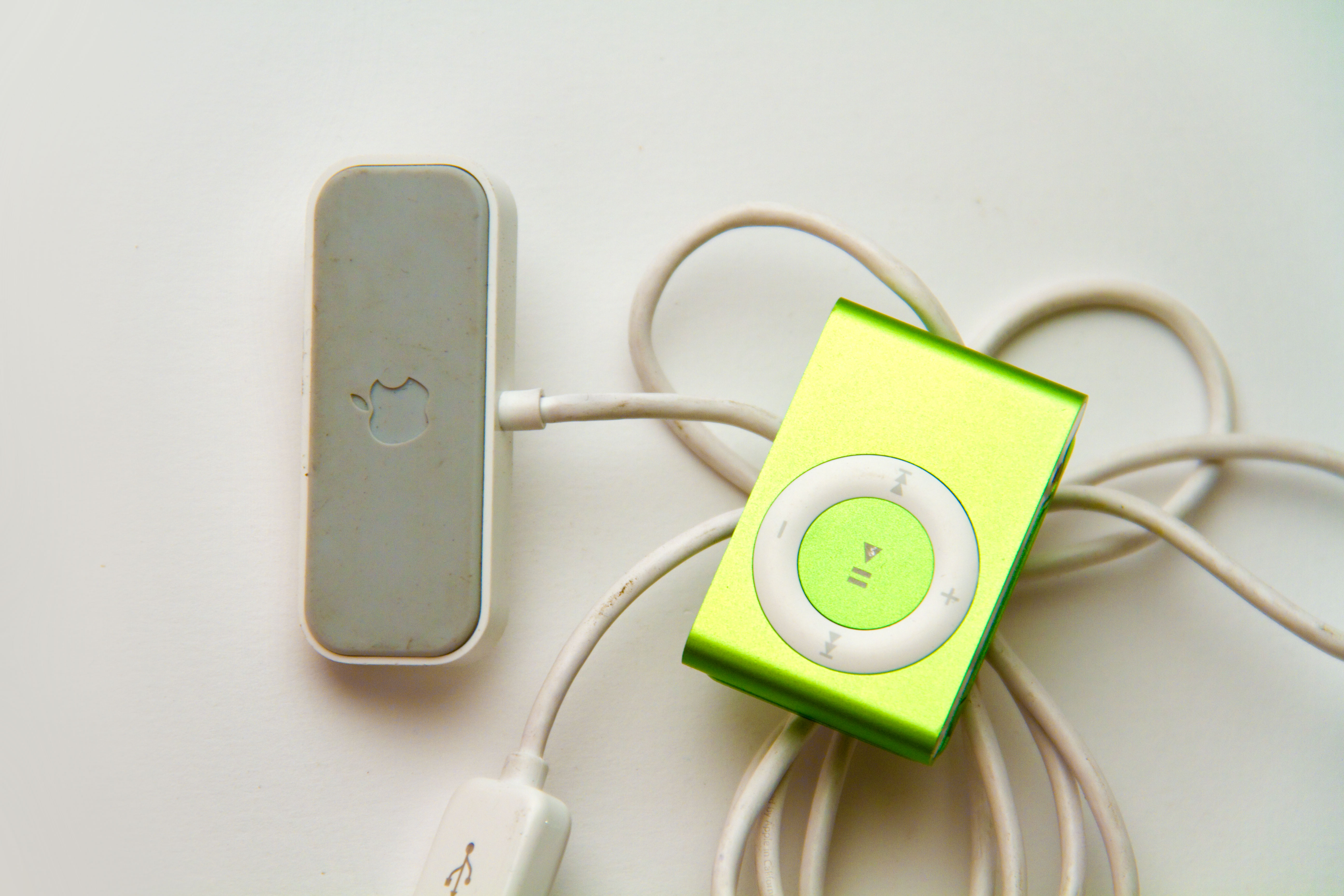
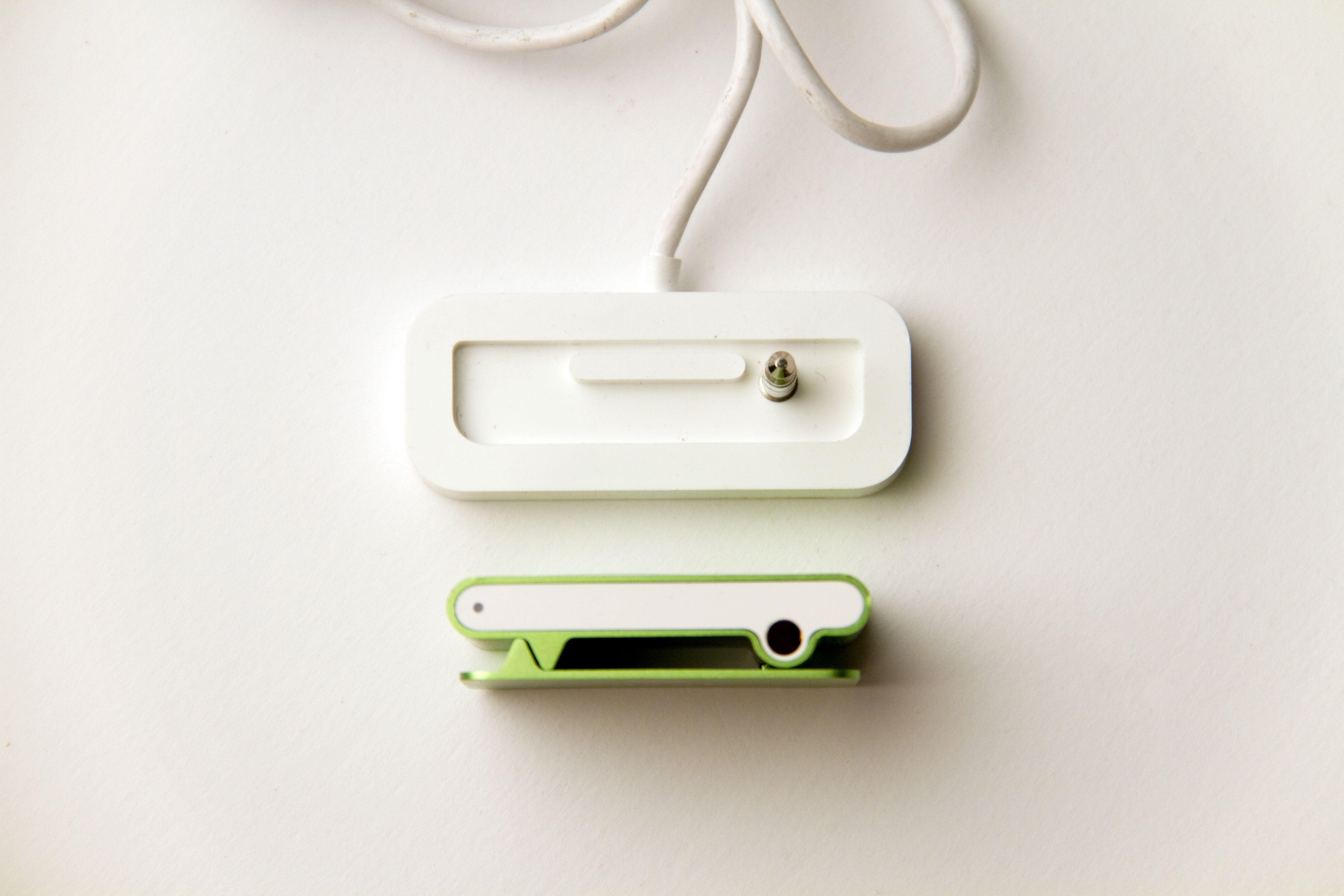

## Третье поколение
Дата выхода — 11 марта 2009 года.
- Размеры — 45,2х17,5х7,8 мм
- Вес — 10,7 г.
- Чистый объём — 4326 мм3
- Ёмкость — 2 или 4 Гб

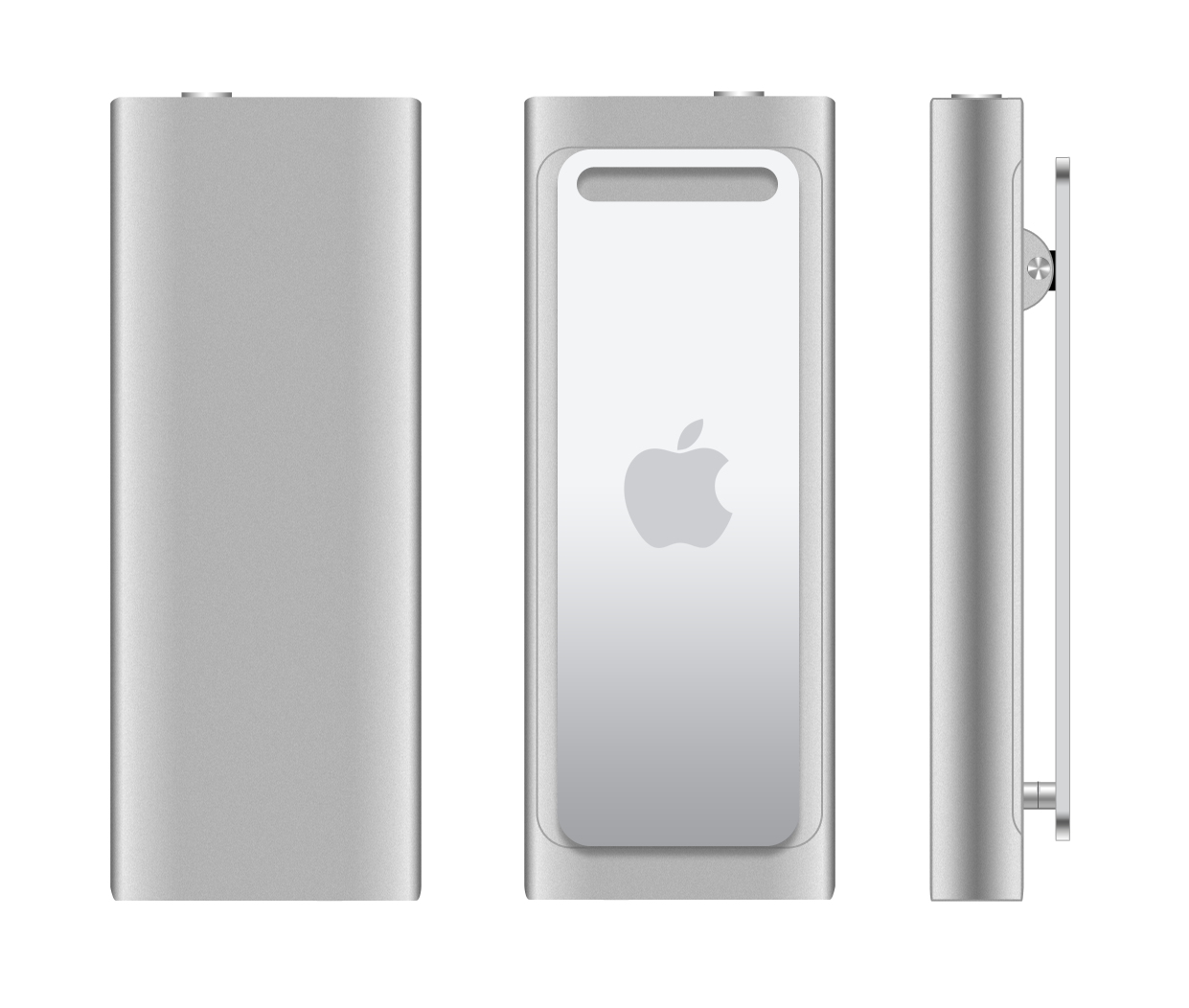
iPod shuffle 3-го поколения

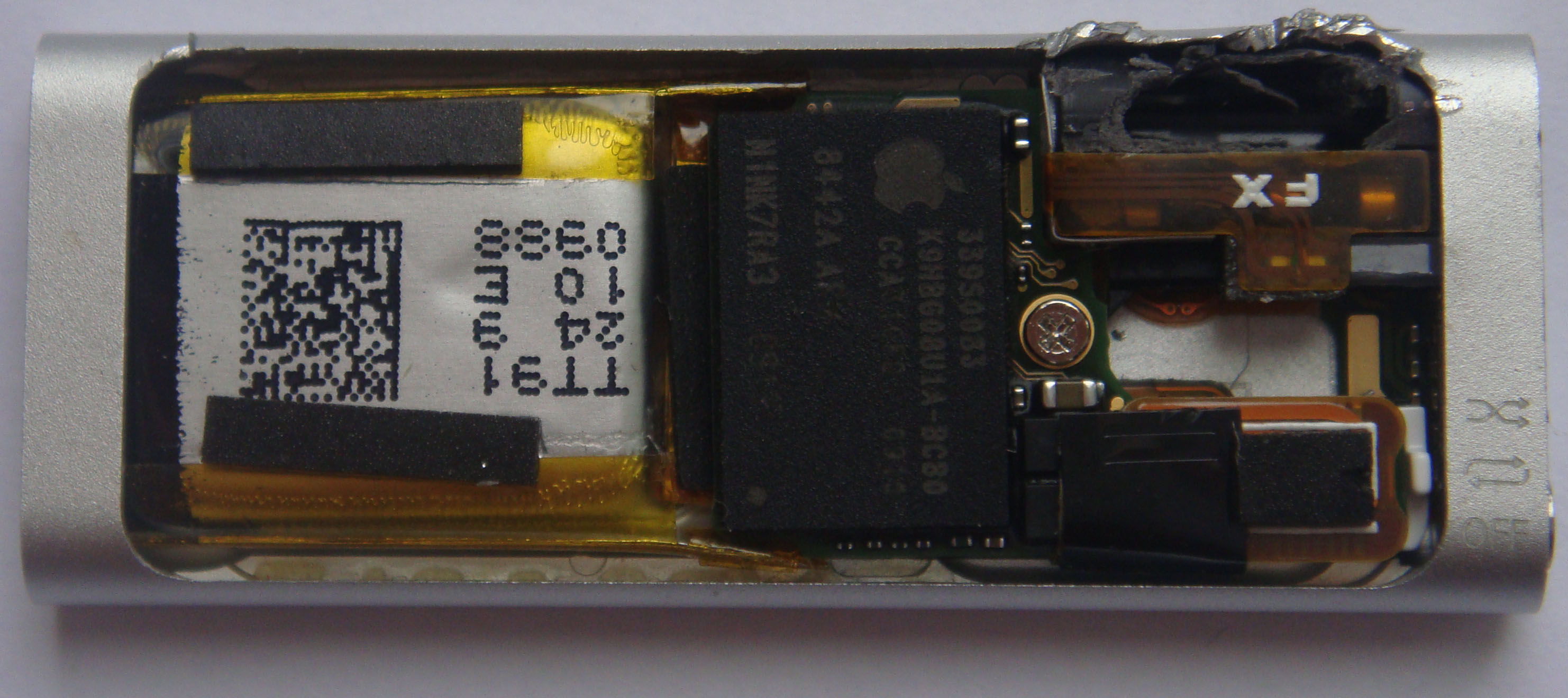
iPod shuffle 3-го поколения изнутри

- Управление плеера перенесено на наушники
- Новая система навигации «VoiceOver»
- Аккумулятора хватает на 10 часов музыки
- Материал корпуса — анодированный алюминий
- Цветовые решения корпуса — металлик, чёрный, голубой, зелёный, розовый, золотой.

Продажа была прекращена 1 сентября 2010 года.

## Четвёртое поколение
Дата выхода — 1 сентября 2010 года.
- Размеры — 31,6 х 29,0 х 8,7 мм
- Вес — 12,5 г
- Ёмкость — 2 Гб

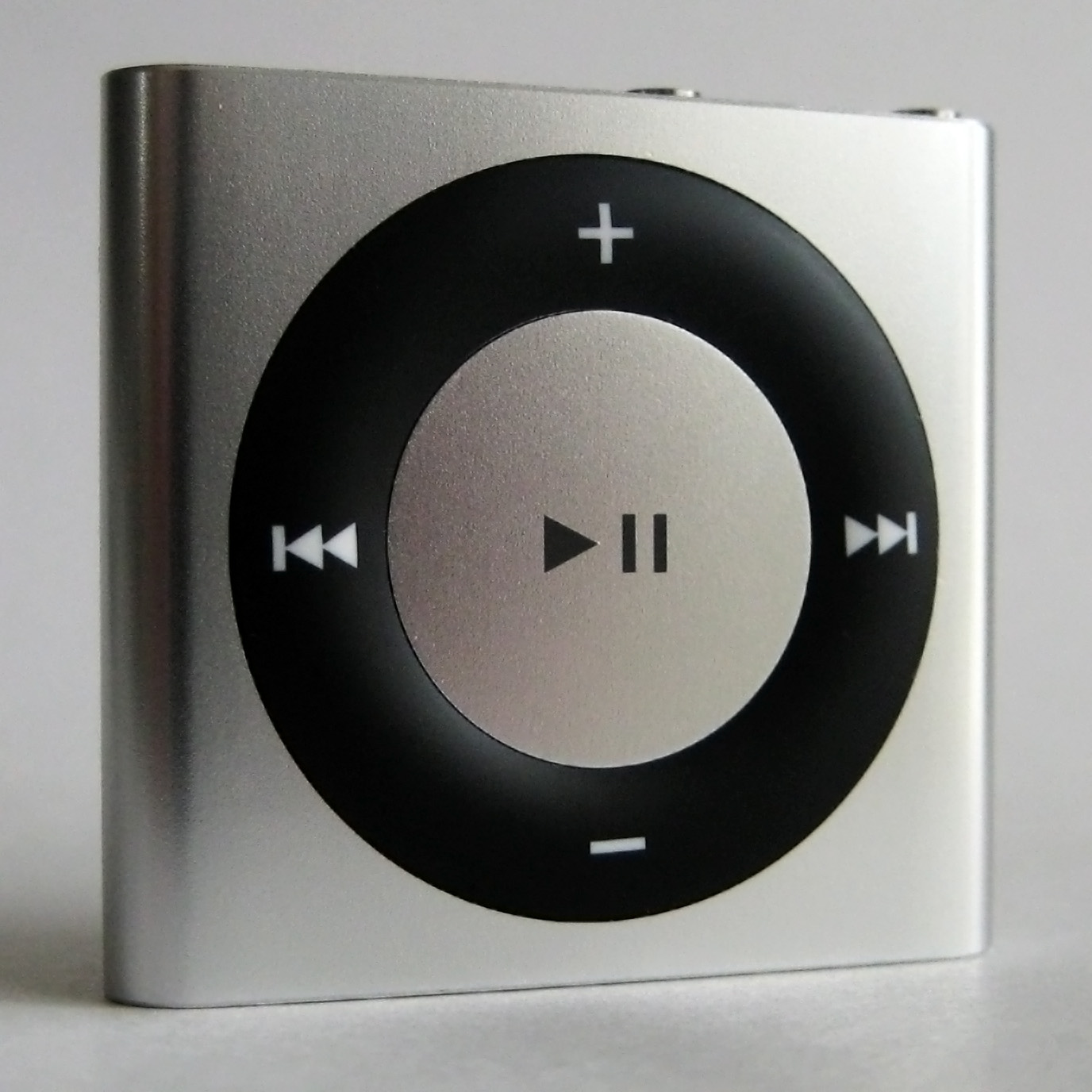
iPod shuffle 4-го поколения

- Управление вернули с наушников на плеер
- Номинальное сопротивление нагрузки — 32 Ома
- Для включения VoiceOver вынесена отдельная кнопка на торец плеера
- Аккумулятора хватает на 15 часов прослушивания музыки
- Материал корпуса — анодированный алюминий
- Цветовые решения корпуса (обновлены Apple 16 июля 2015 года) — серебристый, золотой, серый космос, розовый, фиолетовый, голубой, красный[4].

Данное поколение стало последним в истории iPod Shuffle. Продажа была прекращена 27 июля 2017 года.

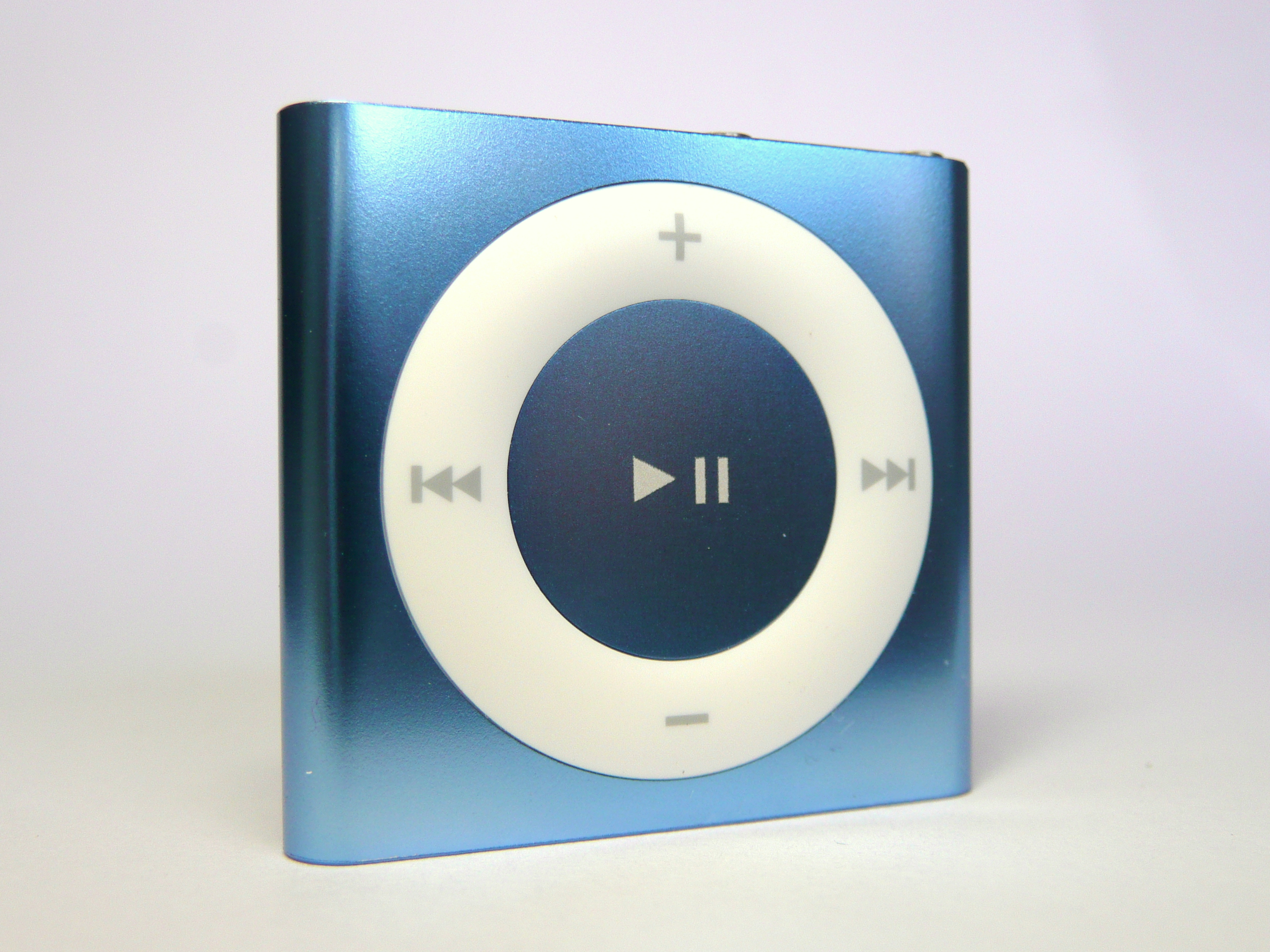
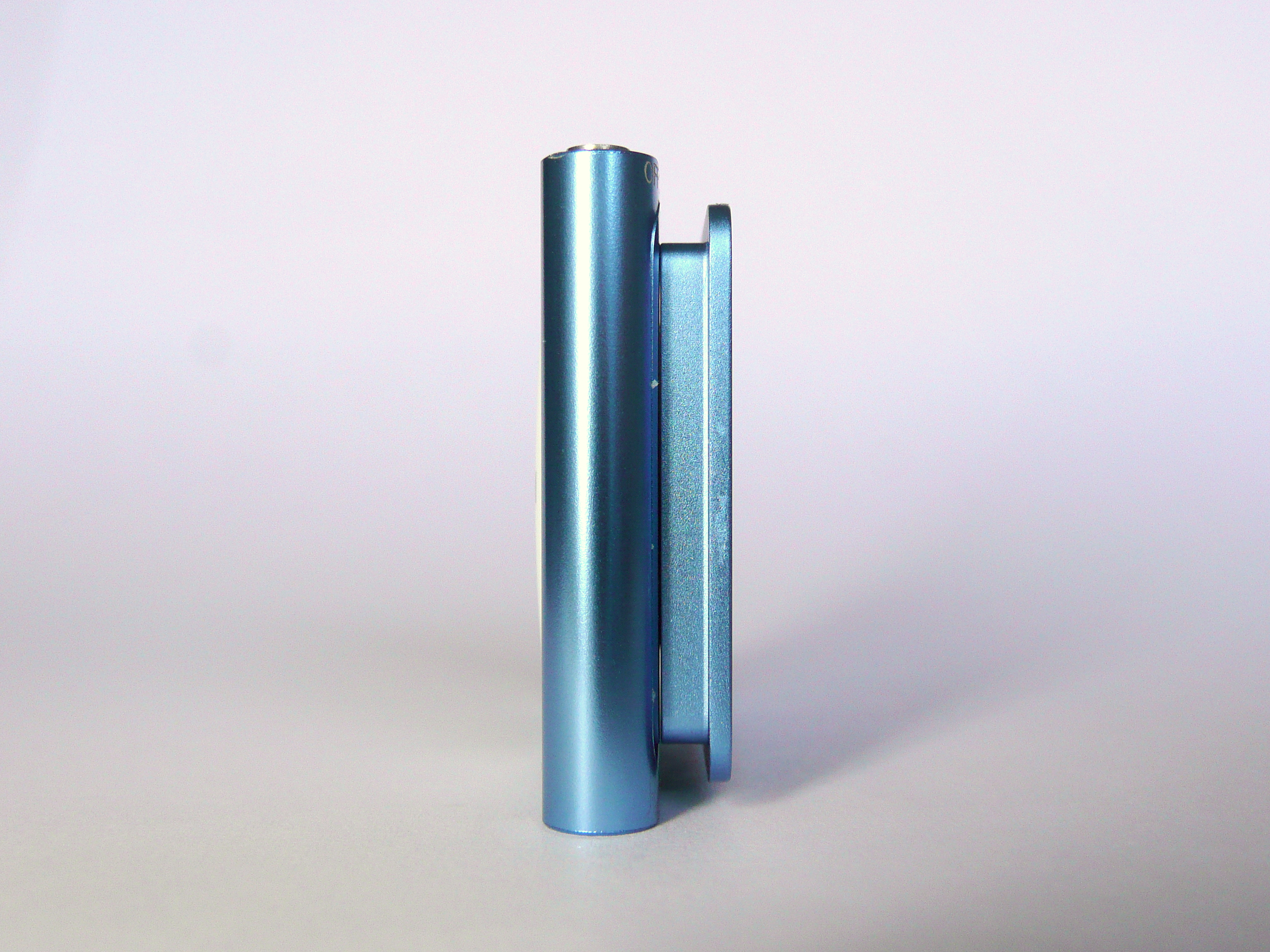
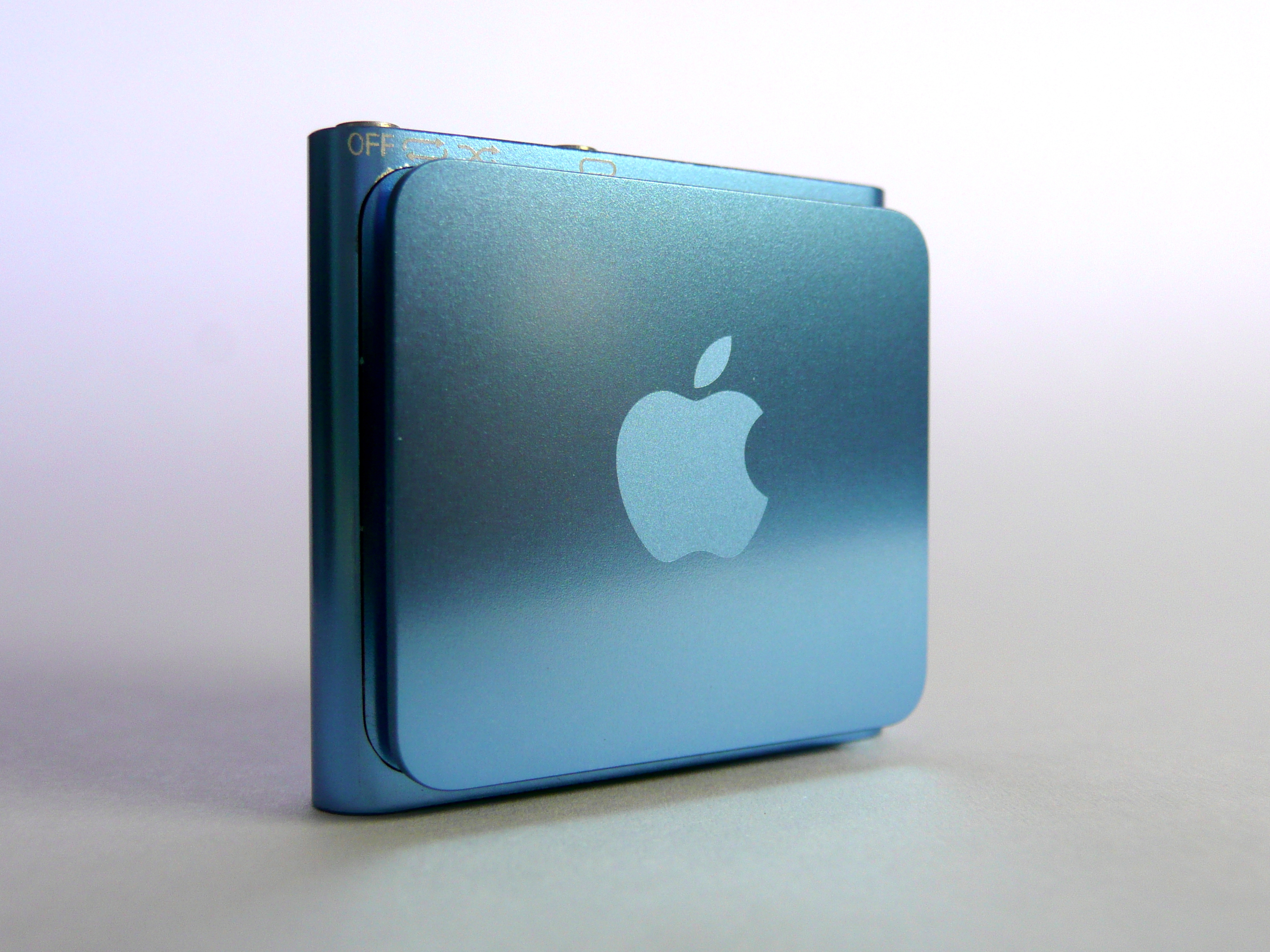